# Kasteleinhuis (Tallinn)
Het Kasteleinhuis, ookwel bekend als het Eduard Vilde-museum, is een museumwoning in de Estse hoofdstad Tallinn die gewijd is aan de Estse schrijver Eduard Vilde.

## Geschiedenis
Het Kasteleinhuis werd halverwege de 19e eeuw aan de rand van het Kadriorgpark gebouwd voor de opzichter, of kastelein, van het Kadriorgpaleis en -park.
In 1927, ter gelegenheid van de 60ste verjaardag van Eduard Vilde, besloot de Estse republiek het huis, dat toen nog staatsbezit was, aan de schrijver te schenken. Vilde woonde van 1927 tot aan zijn dood in 1933 in dit huis.
Na Vilde's dood woonde parkbeheerder Peeter Päts, de broer van president Konstantin Päts, in de woning. Op 29 augustus 1946 werd het huis officieel geopend als het Eduard Vilde-museum.
In 1971 werd een stichting opgericht die verantwoordelijk was voor het beheer van het museum en de nabijgelegen museumwoning van schrijver A.H. Tammsaare. Vanaf 1994 kwamen beide musea korte tijd onder beheer van het Stadsmuseum van Tallinn. Tegenwoordig is het Literair centrum van Tallinn verantwoordelijk voor beide museumwoningen en de museumwoning van schrijver Mati Unt.